# Ільменькаси
Ільменька́си (рос. Ильменькасы, чув. Илеменкасси) — присілок у складі Маріїнсько-Посадського району Чувашії, Росія. Входить до складу Ельбарусовського сільського поселення.
Населення — 50 осіб (2010; 76 у 2002).
Національний склад:
- чуваші — 100 %